# Staatsentstehung
Unter dem Begriff Staatsentstehung werden Ursachen, Entstehungsbedingungen und Begleitumstände des Übergangs von vorstaatlichen Gesellschaften zu solchen mit staatlicher Herrschaft im Sinne eines durch Abgaben der Untertanen finanzierten Gewaltmonopols diskutiert mit dem Ziel, allgemeingültige oder zumindest idealtypische Szenarien geschichtlich zu rekonstruieren.
Die Theorien der Staatsentstehung sind zunächst als geschichtliche Spekulation bzw. Hypothesen entworfen worden, konnten aber nach Herausbildung der Ethnologie teilweise empirisch belegt werden. Viele Theorien streben danach, ein allgemeingültiges Szenario zu entwickeln. Einige Autoren vertreten hingegen die Auffassung, die geschichtliche Entstehung staatlicher Herrschaft sei in jedem Einzelfall zu ermitteln und ein allgemeingültiges Modell der Staatsentstehung könne nur durch eine kombinierte (alternative und/oder kumulative) Anwendung der Theorien entwickelt werden.

## Historische Einordnung
Die ersten Staaten entstanden im vierten bis dritten Jahrtausend vor Christus in Mesopotamien in den Städten (Uruk, Kiš, Lagasch, Eridu, Isin, Sippar, Larsa, Adab, Nippur, Šuruppak, Ur, Akkad) und Elam (Susa), Ägypten (Naqada) und China (Xia-Dynastie); im dritten bis zweiten Jahrtausend entstanden Staaten in Indien (Indus-Kultur), Griechenland, Kreta (Minoische Kultur), später dann in Mexiko (Olmeken und Maya) sowie Peru (Caral).
Staatliche Herrschaft hat sich nur in sesshaften Gesellschaften entwickelt, und nur dort, wo die Landwirtschaft schon so weit entwickelt war, dass ein Überschuss produziert wurde.
Vor der Entstehung von Häuptlingsherrschaften und früher staatlicher Gewalt waren die Völker segmentär konstituiert, Kriegführung war bereits in Jäger- und Sammler-Kulturen und bei locker organisierten neolithischen Bauern bekannt, mit generell höheren Todesraten in vorzeitlichen Auseinandersetzungen als in modernen Kriegen.

## Erste Phase der Staatsentstehung
Einige Anthropologen, Ethnologen, Vor- und Frühgeschichts-Forscher sowie Historiker vertreten die Ansicht, dass für Jahrtausende, also für die längste Zeit vor jeder aufgezeichneten Geschichte, die menschlichen Gesellschaften ohne eine herrschende Klasse existierten. So gab es staatenlose Kulturen, die zugleich egalitäre Kulturen waren und teilweise noch heute sind, ohne eine gesonderte Gruppe von etablierten Autoritäten oder formalen politischen Institutionen. Nach Ansicht des kanadischen Anthropologen Harold Barclay ist der Anarchismus als eigenständige Perspektive bzw. die Gentilstruktur, die wir auf dem gesamten Planeten auf allen Kontinenten in abgewandelter Form wiederfinden, bereits lange zuvor schon in der Altsteinzeit entstanden.
So lebten die Menschen den größten Teil ihres Daseins seit Jahrtausenden in vollständig autonomen und absolut autarken selbstverwalteten Gesellschaften, ohne je eine institutionalisierte Regierung oder politische Klasse zu benötigen.
Das Aufkommen des Staates ist regional sehr unterschiedlich, so begannen die frühesten Staatsbildungen in Mesopotamien bereits im 4. Jahrtausend v. Chr. in Form von Stadtstaaten, wonach die Stadt Eridu den sumerischen Königslisten nach die älteste aller Städte sein soll, während für die meisten afrikanischen und amerikanischen Regionen die Staatsbildungen erst mit den Entdeckungsfahrten und Eroberungen der europäischen Seefahrer einsetzten, für manche Regionen Afrikas jedoch gar erst im 19. Jh. mittels des Kolonialismus und Imperialismus der europäischen Mächte.
Erst vor etwa 6000 Jahren, um die Zeit der so genannten Anfänge der Zivilisation, begannen die ersten Gesellschaften mit formalen Strukturen, Gestalt anzunehmen. Hierarchie, Führungsstrukturen und damit verbundene Ideologien begannen sich in einigen Regionen durchzusetzen. Zunächst waren diese hierarchischen Gesellschaften relativ selten und isoliert in erster Linie auf den Nahen Osten des heutigen Asiens und später auch auf den Mittleren Osten beschränkt. Langsam stiegen sie an Größe und an Einfluss, manchmal eroberten sie die umliegenden weiterhin anarchischen Stammesgesellschaften, in denen die meisten Menschen weiterlebten, womit diese dann der Herrschaft eines Staates unterworfen wurden, meist geschah dies in Form von Sklaverei.
Manchmal unabhängig davon als Reaktion des Drucks von außen, entwickelten andere Stammesgesellschaften auch hierarchische Erscheinungsformen, soziale und politische Organisation. Dennoch, bis zur Ära der europäischen Kolonisation, blieb ein Großteil der Erde weltweit im Wesentlichen, mit den unterschiedlichsten Kulturen der Menschen in den verschiedensten Teilen der Welt, weiterhin ohne formale Institutionen der Regierung, teilweise für einige Regionen noch bis ins 19. Jahrhundert hinein. Über die Entstehung der ersten einheitlich verfassten politischen Gemeinwesen gibt es verschiedene historische Theorien, die oft mit der Legitimation einer aktuellen Staatsform verbunden sind.

### Unterwerfungstheorie
Die Unterwerfungstheorie geht davon aus, dass der Staat in einem Prozess der Unterwerfung friedlicher Bauernvölker durch kriegerische Hirtenvölker entstanden ist: Einer anfänglichen Phase ungeordneter Plünderungen folge eine Institutionalisierung der Abgaben der Unterworfenen, aus der sich in weiteren Phasen die Staatlichkeit entwickelt habe. Dies ist laut Uwe Wesel eine der ethnologisch am besten gesicherten Erkenntnisse.

### Marxistische Theorie
Eine materialistische Theorie vertritt Friedrich Engels: Danach beginnt die Landwirtschaft durch Produktionsfortschritte einen Überschuss zu erwirtschaften. Der Handel mit diesem Überfluss ermögliche den Übergang von der Subsistenzwirtschaft zur Warenwirtschaft. Durch den Handel mit dem Überfluss eigneten sich die Besitzenden immer mehr Besitz an. Bald bildeten sich zwei Klassen von Menschen: Die Besitzenden auf der einen und die weiterhin von ihrer Arbeit lebenden auf der anderen Seite. Nunmehr nutzten die Besitzenden ihre Mittel zum Ausbau einer ihrer Herrschaft dienenden administrativen und militärischen Organisation zur Sicherung ihrer gesellschaftlichen Position und der privaten Eigentumsverhältnisse: Der Staat entstand demnach als Herrschaftsinstrument in Klassengesellschaften. Unterstützt wird diese Theorie von Vere Gordon Childe.

### Weitere Theorien
Die „Theorie der natürlichen Grenzen“ von Robert L. Carneiro sieht die Ursachen der Staatsentstehung in der Kombination von Bevölkerungswachstum und dem Fehlen von unmittelbar anschließendem Siedlungsraum (→ Politische Geographie). So folge dem Bevölkerungswachstum Streit und Krieg um das Land, der zur Unterwerfung einzelner Dörfer oder Stämme führe. Er unterscheidet zwischen den (seines Erachtens: sechs) ursprünglich entstandenen Staaten („primäre Staaten“), und (allen anderen) durch Kontakt mit diesen entstandenen Staaten („sekundäre Staaten“).
Ungeachtet der Details ist seine Unterscheidung zwischen primärer und sekundärer Staatsentstehung zum anthropologischen Gemeingut geworden.
Nach der Patriarchaltheorie ist staatliche Herrschaft eine Art Weiterentwicklung der männlichen Gewalt in der Familie: Die Macht der Männer über die Frauen greife auf andere Bereiche des Soziallebens über und führe so zu einer dauerhaften Etablierung von Machtstrukturen, die schließlich in ein Gewaltmonopol des Stärksten münden.
Nach der Patrimonialtheorie gründet staatliche Herrschaft in privatem Eigentum an Grund und Boden. Der Grundeigentümer habe sich schließlich das Gewaltmonopol über die auf seinem Land Ansässigen verschafft. In der „Aktientheorie“ Justus Mösers wurde dieser Ansatz dahingehend erweitert, dass die Entstehung des Staates aus dem Zusammenschluss von Grundbesitzern zu erklären ist, die zum Zwecke des gemeinsamen Schutzes und der Bewirtschaftung ihrer Güter eine Gemeinschaft bilden und fortan über die Besitzlosen herrschen.
Die Vertragstheorie (im realhistorischen Sinn, nicht im Sinne der idealistischen Vertragstheorie) geht davon aus, dass staatliche Herrschaft aufgrund eines freiwilligen Vertrags entstanden sei, um bestimmte gesellschaftliche Probleme (Ressourcenknappheit; Verwaltung öffentlicher Anlagen zur Wasserbewirtschaftung) zentral zu lösen.

## Zweite Phase der Staatsentstehung
Als zweite Phase der Entwicklung kann die flächenhafte Bildung von Staaten angesehen werden, die nach der Antike mit ihren typischen Stadtstaaten und den Zentren in Athen, Babylon, Peking und Rom begann. In Verbindung mit einer Religion entstehen Organisationen und Strukturen, die zum Teil bereits in der Entstehungszeit beschrieben werden, beispielsweise mit dem Werk De civitate Dei von Augustinus im 5. Jahrhundert. Die räumlichen Grenzen und ihre Stabilisierung bildeten sich erst im Laufe der Zeit heraus, insbesondere ab dem Mittelalter. Manche Staatsgebilde wie das Heilige Römische Reich unterscheiden sich deutlich von den späteren Nationalstaaten. Erst im 19. Jahrhundert, als der Globus endgültig und fast ausschließlich zwischen den europäischen Kolonialmächten aufgeteilt wurde, beanspruchten diese staatlichen Modelle politischer Organisation den gesamten Planeten für sich (siehe Berliner Kongokonferenz 1884–1885).
Einigkeit besteht, dass die gewaltsame Eroberung für sich genommen noch keinen Staat erzeugt; hinzu kommen muss die Stabilisierung der Herrschaftsverhältnisse. Genau darin, also wie die manifeste Gewalt in eine strukturelle, latente übergegangen ist, liegt das Hauptproblem der Staatsentstehungslehre. Mit der Entstehung des Staates im heutigen Verständnis befassten sich zum Beispiel Wolfgang Reinhard, Thomas Ellwein und Ulrich von Alemann.